# Roger Hale Sheaffe

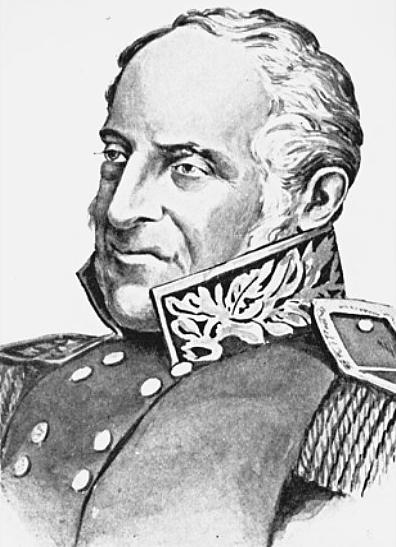
Sir Roger Hale Sheaffe

Sir Roger Hale Sheaffe, 1. Baronet (* 15. Juli 1763 in Boston, USA; † 17. Juli 1851 in Edinburgh, Schottland) war ein britischer Offizier und Kolonialadministrator in Kanada.

## Leben
Roger Hale Sheaffe wurde als dritter Sohn des Zolleinnehmers William Sheaffe und seiner Frau Susannah Child geboren. Nach dem frühen Tod seines Vaters nahm sich Hugh Percy, 1. Duke of Northumberland seiner an, der während des Amerikanischen Unabhängigkeitskriegs in der von Rogers Mutter betriebenen Wirtschaft Quartier nahm. Der Duke schickte den Jungen zunächst zur Royal Navy, sorgte dann aber für seine Aufnahme in eine Militärakademie in London, wo er ein Klassenkamerad seines späteren Vorgesetzten George Prevost war. Das Vermögen und die Protektion des Dukes erlaubte Sheaffe einen schnellen Aufstieg in der British Army, da dieser ihm die Offizierspatente kaufte.
Sheaffe trat 1778 als Ensign in das 5th Regiment of Foot ein, diente sechs Jahre in Irland, wurde 1787 als Lieutenant nach Kanada versetzt, war dort in verschiedenen Garnisonen stationiert und kam auch bei einer diplomatischen Mission zu einem Indianerstamm zum Einsatz. 1795 wurde er Captain und kam 1797 zurück nach England. Noch im selben Jahr erwarb er den Rang eines Majors, 1798 den eines Lieutenant-Colonel des 49th Regiment of Foot, das unter dem Kommando von Isaac Brock stand. 1799 nahmen beide an einem Feldzug in Holland teil, 1800 erhielt Sheaffe das Kommando über das Regiment, in dem er jedoch nicht sehr beliebt war.
Nach einem Einsatz an der Ostsee 1801 wurde er zusammen mit Brock nach Kanada versetzt, wo er ab dem Sommer 1803 seinen Standort in Fort George (Niagara-on-the-Lake) hatte. Im August 1803 musste er Brock zur Niederschlagung einer sich anbahnenden Meuterei in seiner Garnison zu Hilfe holen. Brock nahm zwar an, dass die nahe Grenze zu den USA der Hauptgrund für die versuchten Desertionen war, tadelte den Kommandeur aber auch für seine übermäßige Strenge. Sheaffe, dem Brock eine geringe Menschenkenntnis unterstellte, war bei seinen Soldaten zweifellos sehr unbeliebt. Er rechtfertigte sich später, der Hauptgrund für die Aversionen sei seine Herkunft aus den USA, woraus Verdächtigungen resultierten, er sei ein Verräter. Trotzdem wurde er 1808 zum Colonel befördert, 1811 zum Major-General.
Im Juli 1812, bei Beginn des Kriegs von 1812 mit den USA, berief ihn Sir George Prevost, der Generalgouverneur von Kanada, in den Generalstab für Oberkanada und unterstellte ihn damit erneut Sir Isaac Brock, der dort den Oberbefehl innehatte. Da Brock sich an der Grenze bei Detroit aufhielt, um die Invasion amerikanischer Truppen unter Brigadegeneral William Hull zurückzuwerfen, hatte Sheaffe auf der Niagara-Halbinsel zeitweilig den Oberbefehl inne. Aufgrund eines zwischen Prevost und dem US-Oberbefehlshaber Henry Dearborn geschlossenen Waffenstillstands kam es in dieser Phase nicht zu Kampfhandlungen. Sheaffe schloss mit US-Generalmajor Stephen Van Rensselaer ein Zusatzabkommen ab, mit dem der Transport von Verstärkungen und Nachschub in die oberen Großen Seen ausgeschlossen wurde. Damit machte er es den Amerikanern unmöglich, Verstärkungen nach Detroit zu schicken. Prevost missbilligte das Abkommen zwar, akzeptierte es aber, um Sheaffe nicht vor den Amerikanern bloßzustellen.
Nach dem Ablaufen des Waffenstillstands Anfang September bemühten sich Sheaffe und Brock, der wieder das Kommando übernommen hatte, um eine Verstärkung der Verteidigungsstellungen. Am Morgen des 13. Oktober griffen die Amerikaner an. Während Brock auf das Schlachtfeld eilte, um das Kommando zu übernehmen, sammelte Sheaffe die britischen Reserven und marschierte mit diesen hinterher. Die Schlacht von Queenston Heights nahm zunächst einen ungünstigen Verlauf, da es Van Rensselaers Truppen gelang, auf der kanadischen Seite des Niagara River einen Brückenkopf zu bilden; Sir Isaac Brock fiel bei einem erfolglosen frontalen Gegenangriff auf die US-Truppen. Sheaffe übernahm daraufhin das Kommando über die britischen Truppen, führte zusammen mit einem Kontingent Indianer einen taktisch brillanten Flankenangriff auf den US-Brückenkopf und zerschlug ihn bei nur geringfügigen eigenen Verlusten. Alle auf dem kanadischen Ufer gelandeten US-Soldaten, etwa 1.000 Mann, gerieten hierbei in Gefangenschaft. Zu Recht erhielt Sheaffe für diese Leistung am 16. Januar 1813 den erblichen Adelstitel Baronet, of Boston, obwohl in der öffentlichen Meinung Sir Isaac Brock als der eigentliche Sieger gesehen wurde. Kritisch aufgenommen wurde jedoch ein von Sheaffe mit den Amerikanern abgeschlossener Waffenstillstand, der von zunächst drei Tagen auf unbestimmte Zeit ausgedehnt wurde und es den Gegnern erlaubte, ihre angeschlagenen Truppen zu reorganisieren.
Nach Brocks Tod trat Sheaffe seine Nachfolge als Militärkommandeur sowie als Präsident und Ziviladministrator von Oberkanada an. Er verlegte deshalb seinen Sitz in die Provinzhauptstadt York, das heutige Toronto. Sheaffe hatte angesichts der zweifelhaften Loyalität von Teilen der Bevölkerung (vielfach Einwanderer aus den USA) und organisatorischen Mängeln in der zivilen und Militäradministration erhebliche Schwierigkeiten. Als besonders schwierig erwies sich die Versorgung von Außenposten wie Henry Procters Stellungen bei Detroit mit Nachschub. Gehindert wurde er in seinen Bemühungen um die Verteidigung der Provinz auch durch gesundheitliche Probleme, weshalb Prevost ihm Oberst John Vincent als Stellvertreter schickte. Im Winter 1812/1813 bemühte sich Sheaffe u. a. um den Bau von Schiffen, um den Amerikanern die Herrschaft über den Ontariosee wieder zu entreißen und um die Aufstellung von Miliztruppen. Auch seine Rolle als Administrator der Provinz und seine Verhandlungen mit dem House of Assembly (Parlament) der Kolonie standen im Zeichen dieser militärischen Notwendigkeiten.
Seine Kriegsführung war dadurch gekennzeichnet, dass er strikt defensiv blieb und es – im Einklang mit den Befehlen Prevosts – so weit wie möglich vermied, Risiken einzugehen. Die Schwäche der ihm zur Verfügung stehenden Truppen veranlasste ihn z. B., dem Kommandanten von Fort Erie im Falle eines US-Angriffs den Rückzug zu befehlen, statt Verstärkungen in diese exponierte Position zu schicken. Diese militärisch vernünftige Anweisung schädigte sein Ansehen bei Offizieren und Zivilbevölkerung und gab den Gerüchten, er sei ein Verräter, neue Nahrung. Seine Bemühungen um eine Verstärkung der Befestigungen Yorks endeten abrupt, als die Amerikaner dort am 27. April 1813 mit Unterstützung eines starken Flottenkontingents landeten. Angesichts der großen Überlegenheit des Gegners – den durch die schweren Geschütze von 14 Schiffen unterstützten 1.700 Amerikanern konnte er nur 700 Soldaten und eine Handvoll Indianer entgegenstellen – entschloss sich Sheaffe, die Stadt aufzugeben.
Nach einem Nachhutgefecht marschierte er ab und überließ es den örtlichen Milizkommandeuren, York den Amerikanern zu übergeben. Seine Handlungsweise war militärisch sinnvoll, was auch der amerikanische Kriegsminister John Armstrong bestätigte, der meinte, Sheaffe habe die Bewahrung seiner Truppen der seines Standorts vorgezogen, und so „den Kern mitgenommen und uns nur die Schale gelassen“. Unglücklicherweise für Sheaffe war York jedoch der Wohnort zahlreicher einflussreicher Personen, die es dem Generalmajor nicht verziehen, dass er ihren Heimatort dem Feind überlassen hatte. Ihre Kritik trug wesentlich dazu bei, seine Karriere in Kanada zu beenden. Dass er es trotz einer Ermächtigung von Prevost ablehnte, zur Erzwingung von Proviantlieferungen das Kriegsrecht anzuwenden, änderte an der Feindseligkeit nichts.
Nachdem die Amerikaner nach demütigenden Niederlagen (Schlachten bei Beaver Dams und Stoney Creek) im Sommer 1813 den Rückzug von der Niagara-Halbinsel angetreten hatten, setzte Prevost Sheaffe ab und ersetzte ihn am 19. Juni 1813 durch Generalmajor Francis de Rottenburg. Er rechtfertigte diesen Schritt damit, der Generalmajor habe „das Vertrauen der Provinz durch die Maßnahmen verloren, die er zu ihrer Verteidigung ergriffen hat“. Sheaffe erhielt zunächst das Kommando über die Truppen im Distrikt von Montreal, wurde aber auch hier im Juli 1813 abgelöst und auf Verlangen Prevosts nach England zurückberufen, wohin er im November dieses Jahres zurückkehrte. Die genauen Gründe sind unbekannt, doch hatte ihm der Generalgouverneur zuvor schriftlich Untätigkeit und Gleichgültigkeit vorgeworfen. Sheaffe war von dieser erneuten Degradierung offenbar so überrascht worden, dass er sich nur zu einem schwachen Protest aufraffen konnte.
Nach seiner Rückkehr nach England lebte Sheaffe in Penzance, Worcester und schließlich in Edinburgh, wo er am 17. Juli 1851 starb. Zwar wurde eine Berufung in den Generalstab der Armee 1814 wieder rückgängig gemacht, doch erhielt er noch Beförderungen zum Lieutenant-General (1821) und General (1838).